# Oskar Lindblom
Oskar Lindblom (* 15. August 1996 in Gävle) ist ein schwedischer Eishockeyspieler, der seit Mai 2024 wieder bei Brynäs IF aus der Svenska Hockeyligan (SHL) unter Vertrag steht und dort auf der Position des linken Flügelstürmers spielt. Zuvor war Lindblom fünf Jahre lang in der Organisation der Philadelphia Flyers aktiv, die ihn im NHL Entry Draft 2014 ausgewählt hatten, und wurde währenddessen im Jahr 2021 mit der Bill Masterton Memorial Trophy ausgezeichnet, nachdem er infolge einer Krebserkrankung ein erfolgreiches Comeback gefeiert hatte. Zudem spielte er in der National Hockey League (NHL) für die San Jose Sharks.

## Karriere

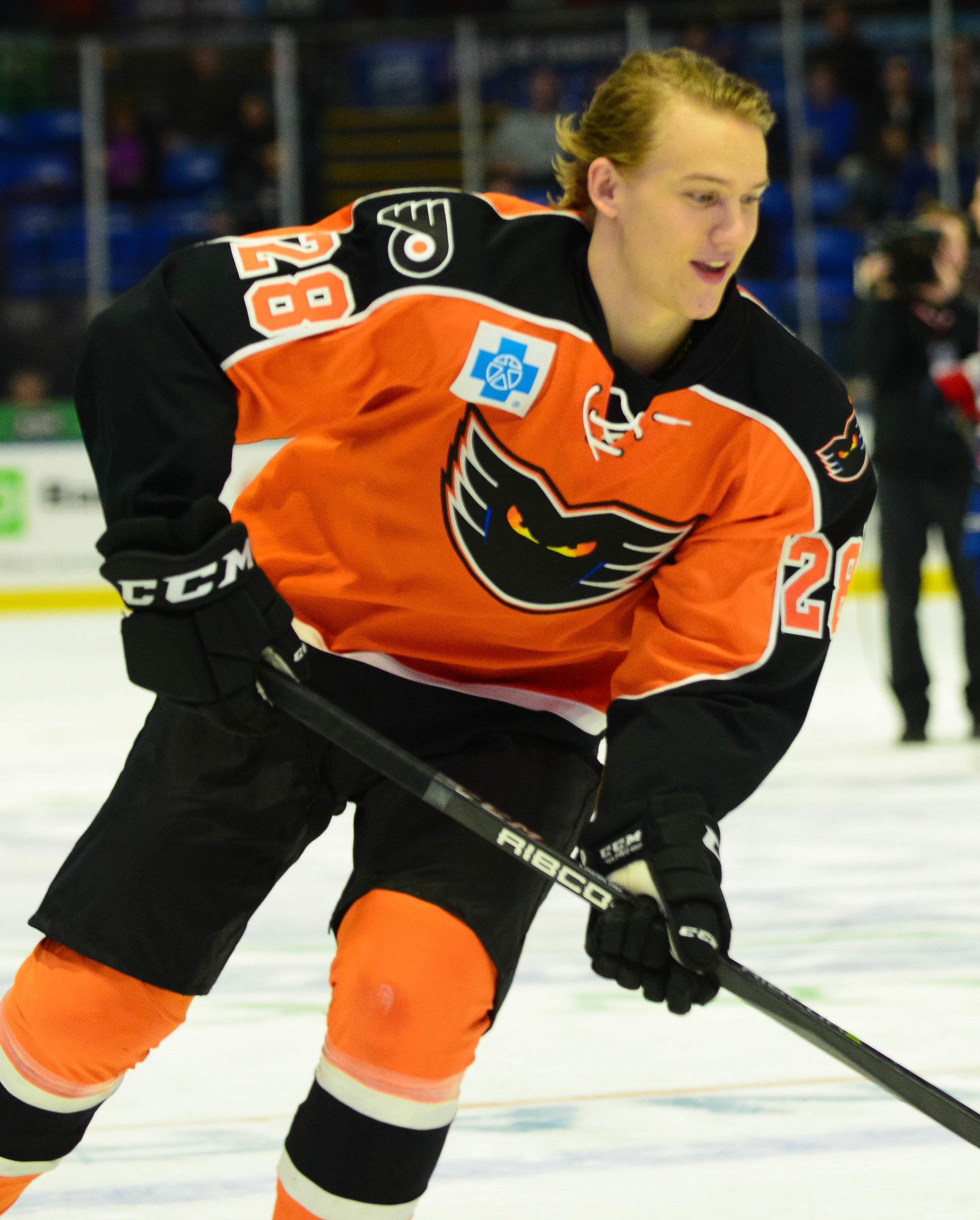
Lindblom im Trikot der Lehigh Valley Phantoms

Lindblom wurde im KHL Junior Draft 2013 an 163. Position von Lokomotive Jaroslawl ausgewählt und galt als aussichtsreicher Kandidat für eine frühe Wahl im NHL Entry Draft 2014. Schlussendlich wurde er in der 5. Runde als insgesamt 138. Spieler von den Philadelphia Flyers gedraftet. Mit Beginn der Saison 2014/15 war Lindblom fester Bestandteil des Profikaders von Brynäs IF in der Svenska Hockeyligan, zuvor durchlief der Schwede seit 2010 diverse Nachwuchsmannschaften des Vereins und wurde teilweise als (Assistenz-)Kapitän eingesetzt.
Nachdem Lindblom zum Ende der Saison 2015/16 bereits probeweise für das Farmteam der Flyers, die Lehigh Valley Phantoms, in der American Hockey League (AHL) aufgelaufen war, unterzeichnete er im Mai 2017 einen Einstiegsvertrag in Philadelphia. Nachdem er ein Jahr überwiegend in der AHL eingesetzt wurde, etablierte er sich mit Beginn der Saison 2018/19 im NHL-Aufgebot der Flyers.
Im Dezember 2019 wurde bei Lindblom ein Ewing-Sarkom diagnostiziert, ein bösartiger Tumor des Knochens. In der Folge verpasste er den Rest der Spielzeit und erhielt bis Anfang Juli 2020 Chemotherapie, sodass er seither als geheilt gilt. Wenige Wochen später unterzeichnete der Schwede einen neuen Dreijahresvertrag in Philadelphia, der ihm mit Beginn der Saison 2020/21 ein durchschnittliches Jahresgehalt von drei Millionen US-Dollar einbringen soll. Sein Comeback gab er Anfang September 2020 im Rahmen der Stanley-Cup-Playoffs 2020 und erhielt am Ende der Saison 2020/21 die Bill Masterton Memorial Trophy. Trotz des erfolgreichen Comebacks lösten die Flyers den Vertrag mit dem Schweden im Juli 2022 auf und zahlten ihm das letzte Vertragsjahr aus. Lindblom schloss sich daraufhin als Free Agent den San Jose Sharks an.
Nach sieben Jahren in der NHL kehrte Lindblom im Mai 2024 in seine Heimat zurück, wo er sich erneut Brynäs IF anschloss.

### International
Lindblom nahm mit der schwedischen Mannschaft an der World U-17 Hockey Challenge 2013 teil, wo er seine Mannschaft als Turnier-Topscorer zum Titel führte. Wenig später vertrat er sein Heimatland auch beim Ivan Hlinka Memorial Tournament 2013. Im Januar 2014 debütierte er für Brynäs in der Svenska Hockeyligan. Ferner vertrat er die U20-Nationalmannschaft seines Heimatlandes bei den U20-Weltmeisterschaften 2015 und 2016. Für die A-Nationalmannschaft debütierte der Angreifer im Rahmen der Euro Hockey Tour 2016/17.

## Erfolge und Auszeichnungen
- 2017 Peter Forsberg Trophy
- 2021 Bill Masterton Memorial Trophy

### International
- 2013 Goldmedaille bei der World U-17 Hockey Challenge
- 2013 Topscorer der World U-17 Hockey Challenge
- 2013 All-Star-Team der World U-17 Hockey Challenge

## Karrierestatistik
Stand: Ende der Saison 2023/24

### International
Vertrat Schweden bei:
| - World U-17 Hockey Challenge 2013 - U18-Junioren-Weltmeisterschaft 2013 - Ivan Hlinka Memorial Tournament 2013 - U18-Junioren-Weltmeisterschaft 2014 | - U20-Junioren-Weltmeisterschaft 2015 - U20-Junioren-Weltmeisterschaft 2016 - Weltmeisterschaft 2019 |

(Legende zur Spielerstatistik: Sp oder GP = absolvierte Spiele; T oder G = erzielte Tore; V oder A = erzielte Assists; Pkt oder Pts = erzielte Scorerpunkte; SM oder PIM = erhaltene Strafminuten; +/− = Plus/Minus-Bilanz; PP = erzielte Überzahltore; SH = erzielte Unterzahltore; GW = erzielte Siegtore; 1 Play-downs/Relegation; Kursiv: Statistik nicht vollständig)